# Manchas café con leche
Las manchas café con leche son manchas de nacimiento pigmentadas. El nombre café con leche hace referencia a su color marrón claro.

## Etiología

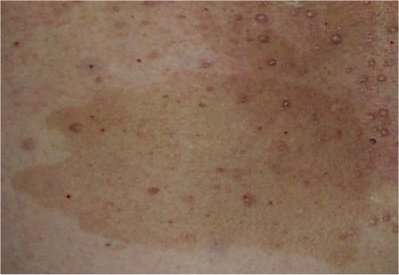
Mancha café con leche en una neurofibromatosis.

Las manchas café con leche pueden deberse a causas diversas y no relacionadas entre sí:
- Seis o más manchas café con leche mayores de 5 mm de diámetro antes de la pubertad y más de 15 mm después de la pubertad es un criterio diagnóstico de neurofibromatosis, aunque se requieren otros síntomas para diagnosticar NF-1.
- Se han observado múltiples manchas café con leche hereditarias sin diagnóstico de NF-1.[4]
- Pueden ser causadas por vitiligo en el raro síndrome de McCune-Albright.[5]
- Síndrome de Legius
- Esclerosis tuberosa
- Anemia de Fanconi, una enfermedad genética rara.
- Idiopática
- Ataxia-Telangiectasia
- Síndrome de Gorlin
- Lesión de piel congénita benigna
- Síndrome de Bloom
- Síndrome de Chédiak-Higashi
- Nevo congénito
- Enfermedad de Gaucher
- Síndrome de Hunter
- Síndrome de Maffucci
- Síndrome del neuroma mucoso múltiple
- Síndrome de Noonan
- Síndrome de Russell-Silver
- Síndrome de Watson
- Síndrome de Wiskott-Aldrich

## Diagnóstico
El diagnóstico es visual, midiendo el tamaño de las manchas y contando el número de las mismas, para determinar si tienen importancia clínica para el diagnóstico de los trastornos asociados, como la neurofibromatosis.

## Pronóstico
Las manchas café con leche son benignas y no causan ninguna enfermedad por sí mismas.

## Tratamiento
Pueden ser tratadas con láser.